# استانیسلاو کانیا
استانیسلاو کانیا (انگلیسی: Stanisław Kania؛ زادهٔ ۸ مارس ۱۹۲۷ – درگذشته ۳ مارس ۲۰۲۰) یک سیاست‌مدار کمونیست اهل لهستان بود. وی از سپتامبر ۱۹۸۰ تا اکتبر ۱۹۸۱ دبیر اول حزب کارگران متحد لهستان بود. استانیسلاو کانیا در ۳ مارس ۲۰۲۰ پنج روز پیش از ۹۳ سالگی‌اش بر اثر سینه‌پهلو و نارسایی قلبی درگذشت.